# Gink Károly
Gink Károly (Iván, 1922. február 4. – Budapest, 2002. május 10.) Balázs Béla-díjas magyar fotóművész.

## Életpályája
Édesapja segédtisztviselő volt a Hősök Temetője Felügyelőségnél. Édesanyja származása miatt nem kaphatott munkát abban az időben. A budapesti külső Váci úton lakott szüleivel és nővérével, szerény körülmények között. A fotografálást korán, 12 éves korában kezdte, s 14 évesen kapta meg élete első fényképezőgépét. Középiskoláit a Széchenyi Felsőkereskedelmi iskolában járta ki, ahol egyebek között Szerb Antal volt a tanára. Középiskolásként gyakorta járt a MADOME (Magyar Dolgozók Országos Művészfényképező Egyesülete) rendezvényeire, gyűléseire, kiállításaira, s hallgatta a nagy öregek intelmeit, tanácsait. Leginkább Haller Frigyes hatott rá, aki rámutatott, hogy mik a korlátai az ún. magyar stílusnak (erős ellenfényben való fényképezés), illetve elemezték az akkoriban megjelenő képes magazin, a vasárnapi Magyarország egyes képeit, rámutatva azok technikai és szemléletbeli korszerűtlenségeire.
A MADOME összejöveteleinek hatására megfogalmazódott benne, hogy iskolatársai számára átadja megszerzett tudását, és egyben az egyesület eszmei mondanivalóját is magáévá téve a magyar fotókultúrát terjessze, a Széchenyi Felsőkereskedelmi iskolában – tanárai támogatásával – általa megalapított diákfotó-kör (1938), Magyarország első középiskolás-korúak fényképezését célzó társulása lett. Szerény körülményei rákényszerítették, hogy jobbnak kell lennie diáktársainál, s miután kitűnő gyors- és gépíró volt az órákon elhangzott, s tankönyvben nem szereplő információkat gyorsan és pontosan rögzítette, majd másolással osztálytársainak kevéske pénzért lemásolta. Az összegyűjtött aprópénzekből vásárolta 16 évesen élete második, az elsőnél már sokkal nagyobb teljesítményű fényképezőgépét. Iskolája egyébként számos gyors- és gépírás versenyre küldte el őt, de a teljesítménykényszer nála mindig pillanatnyi blokkot okozott, afféle izgulós diákként, helyezéseket nem ért el, bár jó tudása volt. Ez a „lámpalázas” tulajdonsága végigkísérte életét, emiatt csak presszió hatására készített kötött, riport témájú fényképeket, tudósításokat, ahol minden képnek kitűnőnek KELL lennie.
18 éves korában vett részt először nemzetközi fotókiállításon (a MADOME szervezte), de az akkori kritika a kiállítás gyenge művei között említette fényképét. A kudarc azonban ösztönözte, nem elkeserítette.
1940-ben érettségizett. 1941–42-ben könyvelő illetve tisztviselő volt. 1942-ben egy nemzetközi fotókiállításon aranyérmet nyert. 1943–1945 között Várkonyi László stúdiójában dolgozott. 1945 után a Tolnai Világlapja utódjaként létrejövő Dolgozók Világlapja fotósa lett, de a kötöttségek fékezték, s inkább a Külügyminisztérium Fotóosztályának lett munkatársa, ahová azért nem kellett minden nap bejárnia. Kerülte, hogy az MTI elődjének számító Magyar Fotó munkatársa legyen, azonban 1951-ben már nem volt menekvés, külső presszió hatására belépett a napi tudósítások világát jelentő „képi-húsdaráló”, erős hierarchiát és kötöttségeket hordozó nagy országos vállalatához, a Magyar Fotóhoz. A kultúra, és közművelődés területén dolgozott 1955-ig olyan kollégák társaságában, mint Langer Klára, Reismann Marian és Vadas Ernő.
1955-ben megjelent első fotóskönyve a Csunyika, amely Jékely Zoltán költő verseit illusztrálta a bábtervező Girardi bábfiguráival. Ez a kötet szakított az addigi hagyományokkal, és egyfajta frontáttörésnek számított azzal, hogy a bábokat a természet megfelelő környezetébe helyezte, akárcsak második fotóskönyve a Fülemüle (1956) is. Itt formálódott ki Gink képi formanyelve, amely ezekben a kötetekben még kellően naturális, és eléggé direkt módon illusztrálta a versek szövegét. A könyv sikere viszont kellőképpen áthidalta azt a megélhetési űrt, amely a Magyar Fotótól való távozása jelentett. Innentől fogva szabadúszó fényképész volt, s elsősorban a képeskönyvek publikálása jelentette a megélhetést és állandó munkát számára.
A Magyar Fotónál, s később is néhány kiadó művészeti vezetője afféle iparosnak tekintette, akinek megmondták mit és hogyan fényképezzen le, néha még azt is, milyen szögből, saját látásvilága senkit sem érdekelt. Az elkészült kép illusztrációja volt egy politikai kurzus szemléletének, amit ha nem ő fényképez, megcsinálja tíz másik úgy, ahogy azt elvárták. Ettől személyisége igen messze állt, s állandó kudarcok érték főnökök, hivatalok, kiadók részéről. Ötleteit átvették, de nem vele fényképeztették le, hanem silány fényképekkel helyettesítették a leegyszerűsített szövegeket, mint ahogy például a Budai Várnegyed bemutatását célzó javaslatánál is történt.
Az 1956-ban megalakuló Magyar Fotóművészek Szövetségének alapító tagja volt. Ugyanakkor rendszeressé váltak a szakmai kudarcai, ellentétek és hevesebb viták szerkesztőkkel, pártvezetőkkel. A közben kialakuló 1956-os forradalom eseményei hatására sok más honfitársunkkal együtt, ő is az ország elhagyása mellett döntött. Talán túl későn, vagy túl rossz helyen… mindenesetre október 12-én az osztrák–magyar határnál, a közben erőssé váló határzár során elfogták a magyar határőrök. Másfél hónapot ült előzetes vizsgálati fogságban, majd fenyegetések közepette elengedték, miután semmi olyasmit nem követett el a tiltott határátlépés kísérletén kívül, amiért politikai fogoly lehetett volna. Priusza azonban végigkísérte működését és pályáját. Könyveit ugyan rendszeresen kiadták, amelyek elsősorban hiánypótló jellegűek voltak. 1945 után elindított egy addigi elvekkel szakító emberábrázolást portréival, művészportréival, de kiállításokra, vagy egyéni megmutatkozásokra kevéssé kapott lehetőségeket. De az Aczél György-féle „Támogat, Tűr, Tilt” (Három T) elv hármasából rá a „Tűr” kategória vonatkozott, azzal együtt is, hogy megkérdőjelezhetetlen munkásságát a Balázs Béla-díj I. fokozatával (1970) tüntették ki, sőt megkapta az Érdemes Művész (1974) címet is. Munkásságának jelentőségét kifejezi, hogy akkor számos európai fotóművész-szövetség tiszteletbeli tagjává választotta, és az osztrák, a nyugatnémet, a holland és a dán szövetségek kitüntető figyelmét tudhatta magáénak, miközben itthon a magyar fotósélet és a közélet némaságra kárhoztatta „politikai megbízhatatlansága” miatt. „Önzetlenül adnám tovább tapasztalataimat az utánam jövő nemzedékeknek, de nem taníthatok. Dosztojevszkij igaz tanításaival vigasztalódom: szép emlékeimmel élek.” 
1990-ben a Magyar Fotóriporterek Kamarája elnöke lett. Többször felterjesztették Kossuth-díjra, de azt sohasem kapta meg. 
Készült a „jubileumi" születésnapi kiállítására. De a sors itt is közbeszólt. A kiállítás megnyitását a Magyar Fotográfusok Házában technikai okok miatt halasztani kellett. Keserűen jegyezte meg: ezt már nem érem meg. – írta róla Keleti Éva nekrológjában – és valóban a kiállításmegnyitó már nélküle zajlott. Sírja a Farkasréti temetőben található.

## Művészetéről, munkáiról
Munkájában tökéletesre törekedett, és kiadóitól is ezt várta el, minimum szintnek. Érzékeny művész volt. Nézetei, és elvárásai miatt sokszor ütközött a kiadók, szerkesztők, lektorok álláspontjaival. Elszántan védte képeit igazát, és amikor „átszerkesztették” válogatásait egy-egy kötethez, már nem érezte magáénak a kész könyvet. Ilyen volt az 1976-ban megjelent Magyarország, vagy a Magyar tájak művészete (1968) című kötetek, amelyet a Corvina Kiadó akkori művészeti vezetőjével való állandó vita és veszekedés kísért. Zavarta az a konzervatív szemlélet, amely nem várt tőle többet egyszerű levelezőlap-stílusnál, főképp amikor megmondták neki, mikor milyen objektívet, vagy színszűrőt használjon. Viszont magáénak érzete a Ligheát (1967), Az én világomat (1974), a Devecseri Gáborral való utazásának emlékét őrző Ithakát (1969), vagy az Üzbegisztánt (1973), Grúziát (1973), a Keresztury Dezső verseivel elkészült Európai pillanatok című(1968) kötetét. A Csongrád megyéről készülő könyve (1971) esetében például közel öt hónapot hadakozott, mire repülési engedélyt kaphatott néhány légi felvétel elkészítésére, amelyet azután számos intézményen, biztonsági csatornán keresztül verekedve leredukálódott az a néhány kép képviselt, amelyek bekerülhettek a kötetbe. A címlapját kitalálva napokon keresztül járta a vidéket a legmegfelelőbb, és legkifejezőbb terület megtalálására, s ott is idő volt kiválasztani a legmegfelelőbb napállást, fényviszonyokat, amiből azután lett egy Csongrád megyére jellemző fénykép a könyv borítójára.
Nem valósult meg a Művészek közelről című albuma, amelyben már olyan portrék sorakoztak, mint Koszta, Szőnyi István, Bernáth Aurél, Füst Milán. Menet közben még számos más portrét készített, amelyekkel szakított az addigi sémákkal, amelyek az írókat töprengőn, azt íróasztaluknál ábrázolták, a szobrászokat beállított faragás, mintázás közben, s a festőket meg a kész művek elé állítva, mintha részesei lennénk az elegáns ruhába öltözött festők beállított ecsetvonásainak. A lektorral történt vitája kapcsán a kiadó elállt a tervtől, illetve másokkal csináltattáák meg ezt, miközben számos művész is tiltakozott Gink szókimondó portréi miatt.
Olyan munkái, mint a Fából faragott királyfi (1976), amely Bartók Béla színpadi művének vizuális átirata lett, stílusteremtővé váltak. „Bartók zenéjét úgy tudtam hűen közvetíteni, hogy ugyanakkor önálló kifejezési módot találtam ki. Ha megmutatnám az eredeti képeket, el sem hinné, hogy a pokoli naturalizmusból mi lett a laboratóriumban.” – vallotta a művész. Meggyőződése volt, hogy a kép nem a felvételkor készül, hanem a laboratóriumban. A technikai eszközök adott esetben kifejezési formává emelkednek. Túllépte a fotó határait – írták akkoriban a könyv fogadtatása kapcsán. „A fotó kifejezési formái annyira tágíthatók, mint a festészetiek, vagy a grafikaiak. A felelőssége is azonos a többi művészetével: igazat mondja, ne csak a valódit”. – mondta Gink.
Több mint 200 önálló kiállítása volt, amelyből jelentős részt vállal a Bartók és Kodály művek érzését felidéző képeinek hazai és nemzetközi kiállításturnéja. 52 könyvet illusztrált, több könyvben foglalkozott a kaukázusi népek, Üzbegisztán, Örményország, Grúzia, Azerbajdzsán világával, de kedveltek voltak India, Görögország kultúrájával foglalkozó könyvei is. Portréfilmet készített vele a Hamburgi Televízió, majd a Magyar Televízió A Dunakanyar szerelmese címmel sugárzott vele készült riport műsort. A Magyar Televízióban egyébként még a Változatok Bartók zenéjére (1978) címmel készült vele és Keresztury Dezsővel egy beszélgetés, az 1976-ban megjelent közös Bartók-könyvük kapcsán. 

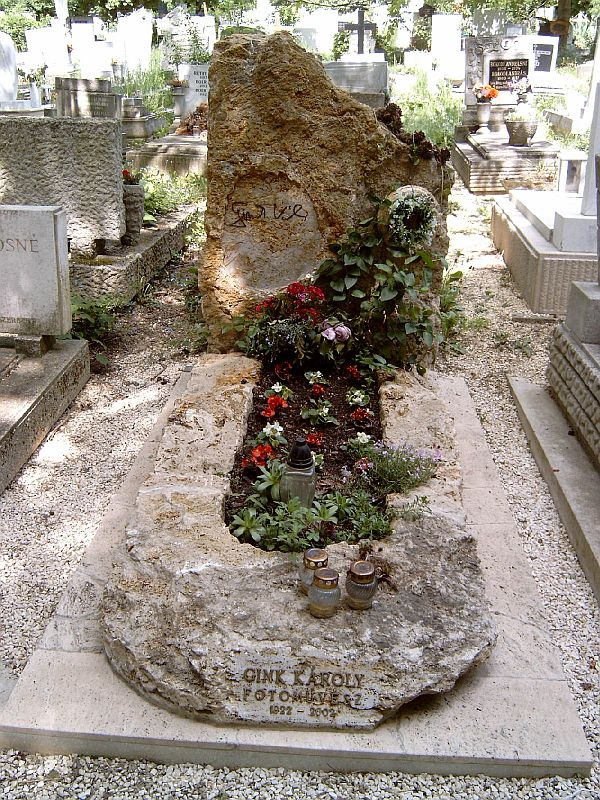
Gink Károly és lánya, Gink Judit sírja a Farkasréti temetőben (25-2-10)

## Magánélete
1953-ban házasságot kötött Dicső Máriával. Egy lányuk született: Gink Judit textilművész. (1953–2009)

## Művei
- Csunyinka (1955)
- Fülemüle (1956)
- Beszélő házak (1957)
- Visegrád (1959)
- Beszélő tájak (1963)
- Esztergom (1966)
- Lighea (1967)
- Debrecen (1968)
- Hortobágy (1968)
- Európai pillanatok (Keresztury Dezső verseivel, 1968)
- Magyar tájak művészete (Kiss Ivor Sándorral, 1968)
- Ithaka (1969)
- Epidauroszi tücskök, szóljatok! (1969)
- Csongrád megye (1971, 1980)
- Örményország (1972)
- Salgótarján (1972)
- Grúzia (1973)
- Üzbegisztán (1973)
- Az én világom (1974)
- Hódmezővásárhely (1974)
- Perszepolisz (1974)
- Ölelkezők (Moszkva és Budapest képekben, versekben: Mihail Trahmannal, 1975)
- Magyarország (1976)
- Változatok Bartók színpadi műveire (Keresztury Dezsővel, 1976)
- Várpalota (1977)
- Tatabánya (1977)
- Azerbajdzsán (1977)
- India (1978)
- Az indiai művészet évezredei (1980)
- Dorog (1980)
- A perzsa művészet évezredei (1982)
- A budavári Mátyás-templom (1985)
- Beszélő házak és tájak (1990)
- Magyar várak (1993)
- Budapest papírváros (Kukorelly Endrével, 1994)
- 66 portré (1998)

## Kiállításai

### Egyéni
- 1962 Athén, Varsó, Krakkó
- 1964 Róma
- 1966 Lipcse
- 1968 Hamburg
- 1974 Budapest, Miskolc, Győr
- 1975 Tihany
- 1976 Fehérgyarmat, Miskolc, Sátoraljaújhely, Gyöngyös, Celldömölk, Vác, Zsámbék, Gödöllő
- 1977 Tatabánya
- 1980 Budapest, Vác
- 1981 Budapest, Dorog
- 1982 Celldömölk
- 1985, 1998 Budapest
- 1987 Miskolc, Bukarest
- 1990 Sátoraljaújhely

### Csoportos
- 1954–1955 Bécs
- 1957 Amszterdam
- 1958 Barcelona, Brüsszel
- 1969 Bombay
- 1987 Budapest

## Díjai
- Pécsi József-díj (1982)
- Magyar Művészetért díj (1989)
- a Fotóművészek Szövetségének életműdíja (1998)